# أشا رول
أشا رول (بالإنجليزية: Ahsha Rolle)‏ مواليد 21 مارس 1985 في ميامي شورز، فلوريدا، الولايات المتحدة، هي لاعبة كرة مضرب أمريكية سابقة.بدأت لعب التنس عندما كانت في التاسعة من عمرها، بدأت مسيرتها كمحترفة سنة 2004 وكانت تلعب باليد اليمنى، اعتزلت اللعب في 2013. أعلى تصنيف لها في الفردي كان المركز الـ 82 في سنة 2007 بينما في الزوجي كان أعلى ترتيب لها هو 111 وصلت إليه 17 أكتوبر 2011.

## روابط خارجية
- أشا رول على موقع رابطة محترفات التنس (الإنجليزية)
- أشا رول على موقع الاتحاد الدولي لكرة المضرب (الإنجليزية)
- أشا رول على موقع كأس بيلي جين كينغ (الإنجليزية)
- أشا رول على موقع خلاصة التنس.كوم (الإنجليزية)
- أشا رول على موقع إي إس بي إن.كوم (الإنجليزية)